# کیرشدورف ان در آمپر
کیرشدورف ان در آمپر (به آلمانی: Kirchdorf an der Amper) یک شهر در آلمان است که در بایرن واقع شده‌است.

## خصوصیات
کیرشدورف ان در آمپر ۳۲٫۹۸۸ کیلومترمربع مساحت دارد ۴۴۰ متر بالاتر از سطح دریا واقع شده‌است.